# Sint-Pieters-Voeren
Sint-Pieters-Voeren (fr. Fouron-Saint-Pierre; niem. Petersfuhren; lim. Sint Pietersvoere, S'n Pieëter) – dzielnica (deelgemeente) gminy Voeren w Belgii, w Regionie Flamandzkim, w prowincji Limburgia, w okręgu Tongeren. 1 stycznia 2020 roku liczyła 247 mieszkańców. Do 31 grudnia 1976 samodzielna gmina. 

## Demografia
Liczba mieszkańców, stan na 1 stycznia:
| Rok                | 1930 | 1947 | 1961 | 2020 |
| ------------------ | ---- | ---- | ---- | ---- |
| Liczba mieszkańców | 311  | 344  | 271  | 247  |